# Европско првенство у атлетици на отвореном 1974 — скок увис за жене
Скок увис у женској конкуренцији на 11. Европском првенству у атлетици 1974. одржано је 6. и 8. августа на Олимпијском стадиону у Риму (Италија).
Титулу освојену у Хелсинкију 1971 није бранила Илона Гузенбауер из Аустрије.

## Земље учеснице
Учествовало је 20 такмичарки из 13 земаља. 
1. Бугарска (1)
2. Данска (1)
3. Западна Немачка (2)
4. Источна Немачка (2)
5. Италија (1)
6. Норвешка (1)
7. Румунија (1)
8. СССР (2)
9. Уједињено Краљевство (3)
10. Француска (1)
11. Холандија (1)
12. Чехословачка (3)
13. Шведска (1)

## Рекорди
| Рекорди пре почетка Европског првенства 1974.     | Рекорди пре почетка Европског првенства 1974. | Рекорди пре почетка Европског првенства 1974. | Рекорди пре почетка Европског првенства 1974. | Рекорди пре почетка Европског првенства 1974. | Рекорди пре почетка Европског првенства 1974. |
| ------------------------------------------------- | --------------------------------------------- | --------------------------------------------- | --------------------------------------------- | --------------------------------------------- | --------------------------------------------- |
| Светски рекорд                                    | Јорданка Благоева                             | Бугарска                                      | 1,94                                          | Загреб, Југославија                           | 24. септембар 1972.                           |
| Светски рекорд                                    | Роземари Вичас                                | Источна Немачка                               | 1,94                                          | Берлин, Источна Немачка                       | 24. август 1974.                              |
| Европски рекорд                                   | Јорданка Благоева                             | Бугарска                                      | 1,94                                          | Загреб, Југославија                           | 24. септембар 1972.                           |
| Европски рекорд                                   | Роземари Вичас                                | Источна Немачка                               | 1,94                                          | Берлин, Источна Немачка                       | 24. август 1974.                              |
| Рекорди европских првенстава                      | Илона Гузенбауер                              | Аустрија                                      | 1,87                                          | Хелсинки, Финска                              | 12. август 1971.                              |
| Рекорди после завршеног Европског првенства 1974. |                                               |                                               |                                               |                                               |                                               |
| Светски рекорд                                    | Роземари Вичас                                | Источна Немачка                               | 1,95                                          | Рим, Италија                                  | 8. септембар 1974.                            |
| Европски рекорд                                   | Роземари Вичас                                | Источна Немачка                               | 1,95                                          | Рим, Италија                                  | 8. септембар 1974.                            |
| Рекорди европских првенстава                      | Роземари Вичас                                | Источна Немачка                               | 1,95                                          | Рим, Италија                                  | 8. септембар 1974.                            |

## Освајачи медаља
|                                  |                                 |                        |
| Роземари Вичас · Источна Немачка | Милада Карбанова · Чехословачка | Сара Симеони · Италија |

## Сатница
| Датум        | Време | Коло          |
| ------------ | ----- | ------------- |
| 6. септембар | 9:00  | Квалификације |
| 8. септембар | 16:00 | Финале        |

## Резултати

### Квалификације
У квалификацијама било је 20 такмичарки. Квалификациона норма за финале износила је 1,80 м (КВ) коју су прескочиле 15 такмичарки.
| Пласман | Група | Атлетичарка           | Земља                | Резултат | Белешке |
| ------- | ----- | --------------------- | -------------------- | -------- | ------- |
| 1.      | -     | Роземари Вичас        | Источна Немачка      | 1,80     | КВ      |
| 2.      | -     | Карин Вагнер          | Западна Немачка      | 1,80     | КВ      |
| 3.      | -     | Сара Симеони          | Италија              | 1,80     | КВ      |
| 4.      | -     | Мари-Кристин Дебоурсе | Француска            | 1,80     | КВ      |
| 5.      | -     | Рита Кирст            | Источна Немачка      | 1,80     | КВ      |
| 6.      | -     | Милада Карбанова      | Чехословачка         | 1,80     | КВ      |
| 7.      | -     | Вирџинија Јоан        | Румунија             | 1,80     | КВ, ЛР  |
| 8.      | -     | Тамара Галка          | СССР                 | 1,80     | КВ, ЛР  |
| 9.      | -     | Марија Мрачнова       | Чехословачка         | 1,80     | КВ      |
| 10.     | -     | Рут Ват               | Уједињено Краљевство | 1,80     | КВ, ЛР  |
| 11.     | -     | Галина Филатова       | Совјетски Савез      | 1,80     | КВ      |
| 12.     | -     | Анемијеке Бума        | Холандија            | 1,80     | КВ      |
| 13.     | -     | Барбара Лавтон        | Уједињено Краљевство | 1,80     | КВ, ЛРС |
| 14.     | -     | Мирослава Хубнерова   | Чехословачка         | 1,80     | КВ      |
| 15.     | -     | Улрике Мајфарт        | Западна Немачка      | 1,80     | КВ      |
| 16.     | -     | Астрид Твеит          | Норвешка             | 1,78     | ЛРС     |
| 17.     | -     | Валери Харисон        | Уједињено Краљевство | 1,73     | КВ, ЛР  |
| 18.     | -     | Грит Ејструп          | Данска               | 1,75     | ЛРС     |
| 19.     | -     | Станка Валканова      | Бугарска             | 1,75     | ЛР      |
| 20.     | -     | Ен-Ева Карлсон        | Шведска              | 1,70     |         |

### Финале
Финале је одржано 8. септембра 1974. године.
| Пласман | Атлетичарка           | Земља                | Резултат | Белешке             |
| ------- | --------------------- | -------------------- | -------- | ------------------- |
|         | Роземари Вичас        | Источна Немачка      | 1,95     | СР, ЕР, РЕП, НР, ЛР |
|         | Милада Карбанова      | Чехословачка         | 1,91     | НР, ЛР              |
|         | Сара Симеони          | Италија              | 1,89     | НР, ЛР              |
| 4.      | Рита Кирст            | Источна Немачка      | 1,89     | ЛР                  |
| 5.      | Мирослава Хубнерова   | Чехословачка         | 1,86     | ЛР                  |
| 6.      | Галина Филатова       | Совјетски Савез      | 1,86     | ЛР                  |
| 7.      | Улрике Мајфарт        | Западна Немачка      | 1,83     | ЛРС                 |
| 8.      | Марија Мрачнова       | Чехословачка         | 1,83     | ЛРС                 |
| 9.      | Мари-Кристин Дебоурсе | Француска            | 1,83     | ЛРС                 |
| 10.     | Анемијеке Бума        | Холандија            | 1,83     | ЛР                  |
| 11.     | Карин Вагнер          | Западна Немачка      | 1,83     | ЛР                  |
| 12.     | Вирџинија Јоан        | Румунија             | 1,80     | =ЛР                 |
| 13.     | Тамара Галка          | СССР                 | 1,75     |                     |
| 14.     | Рут Ват               | Уједињено Краљевство | 1,70     |                     |
| 14.     | Барбара Лавтон        | Уједињено Краљевство | 1,70     |                     |

## Укупни биланс медаља у скоку увис за жене после 11. Европског првенства 1938—1974.[4]
|     | Земља                |    |    |   |    |
| --- | -------------------- | -- | -- | - | -- |
| 1.  | Уједињено Краљевство | 2  | 2  | 2 | 6  |
| 2.  | Румунија             | 2  | 2  | 0 | 4  |
| 3.  | СССР                 | 1  | 4  | 1 | 6  |
| 4.  | Чехословачка         | 1  | 1  | 2 | 4  |
| 5.  | Аустрија             | 1  | 0  | 0 | 1  |
| 5.  | Француска            | 1  | 0  | 0 | 1  |
| 5.  | Источна Немачка      | 1  | 0  | 0 | 1  |
| 5.  | Мађарска             | 1  | 0  | 0 | 1  |
| 9.  | Холандија            | 0  | 1  | 0 | 1  |
| 9.  | Југославија          | 0  | 1  | 0 | 1  |
| 11. | Данска               | 0  | 0  | 1 | 1  |
| 11. | Италија              | 0  | 0  | 1 | 1  |
| 11. | Немачка              | 0  | 0  | 1 | 1  |
| 11. | Пољска               | 0  | 0  | 1 | 1  |
|     | Укупно {14}          | 10 | 11 | 9 | 30 |

|    | Атлетичар      | Земља           |   |   |   |   |
| -- | -------------- | --------------- | - | - | - | - |
| 1. | Јоланда Балаш  | Румунија        | 2 | 1 | 0 | 3 |
| 2. | Тајсија Ченчик | Совјетски Савез | 1 | 1 | 0 | 2 |